# Microselinum besseri
Microselinum besseri är en flockblommig växtart som beskrevs av Antoni Lukianovich Andrzejowski. Microselinum besseri ingår i släktet Microselinum och familjen flockblommiga växter. Inga underarter finns listade i Catalogue of Life.